# オザム

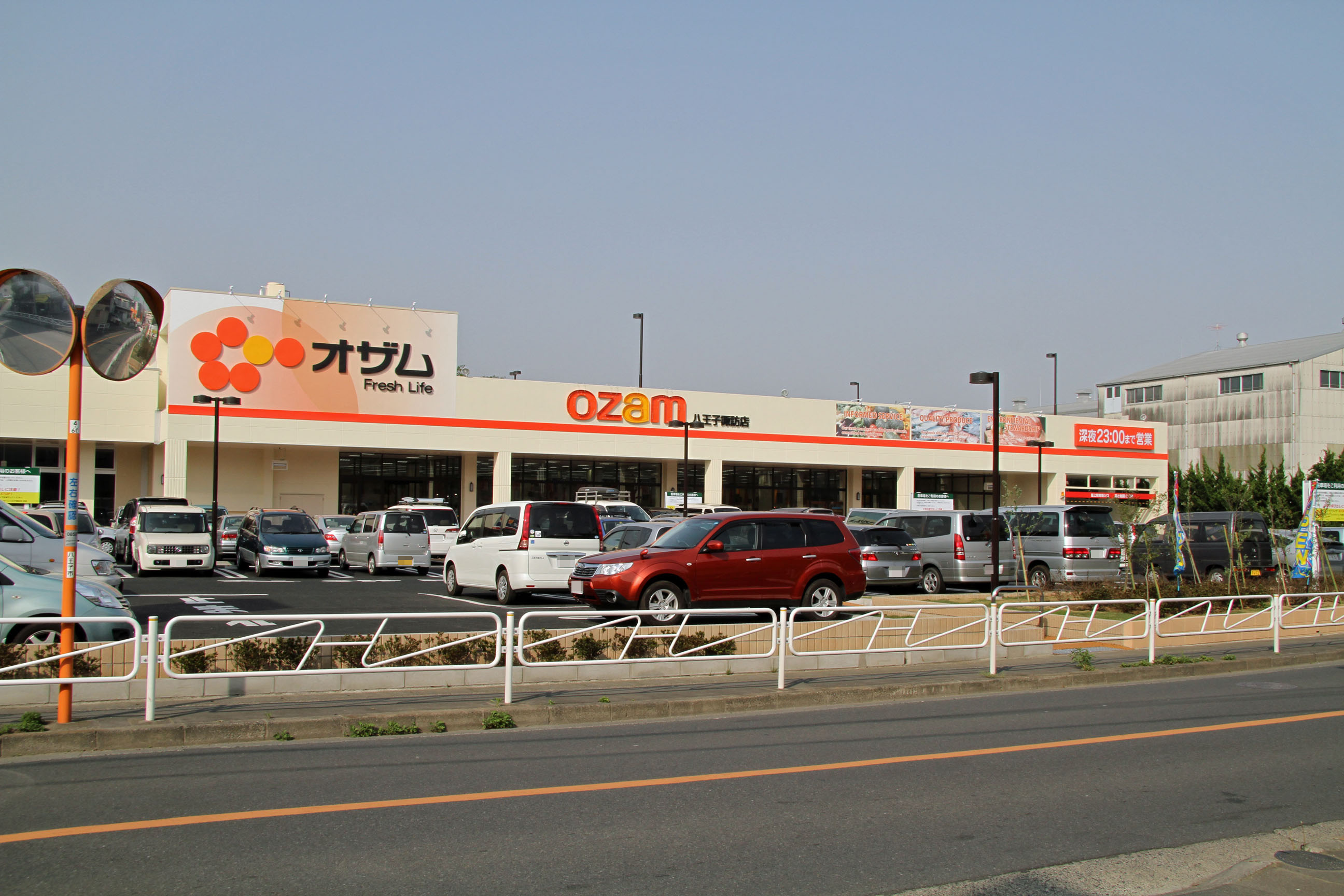
オザムの店舗例（ラーレ八王子諏訪店）

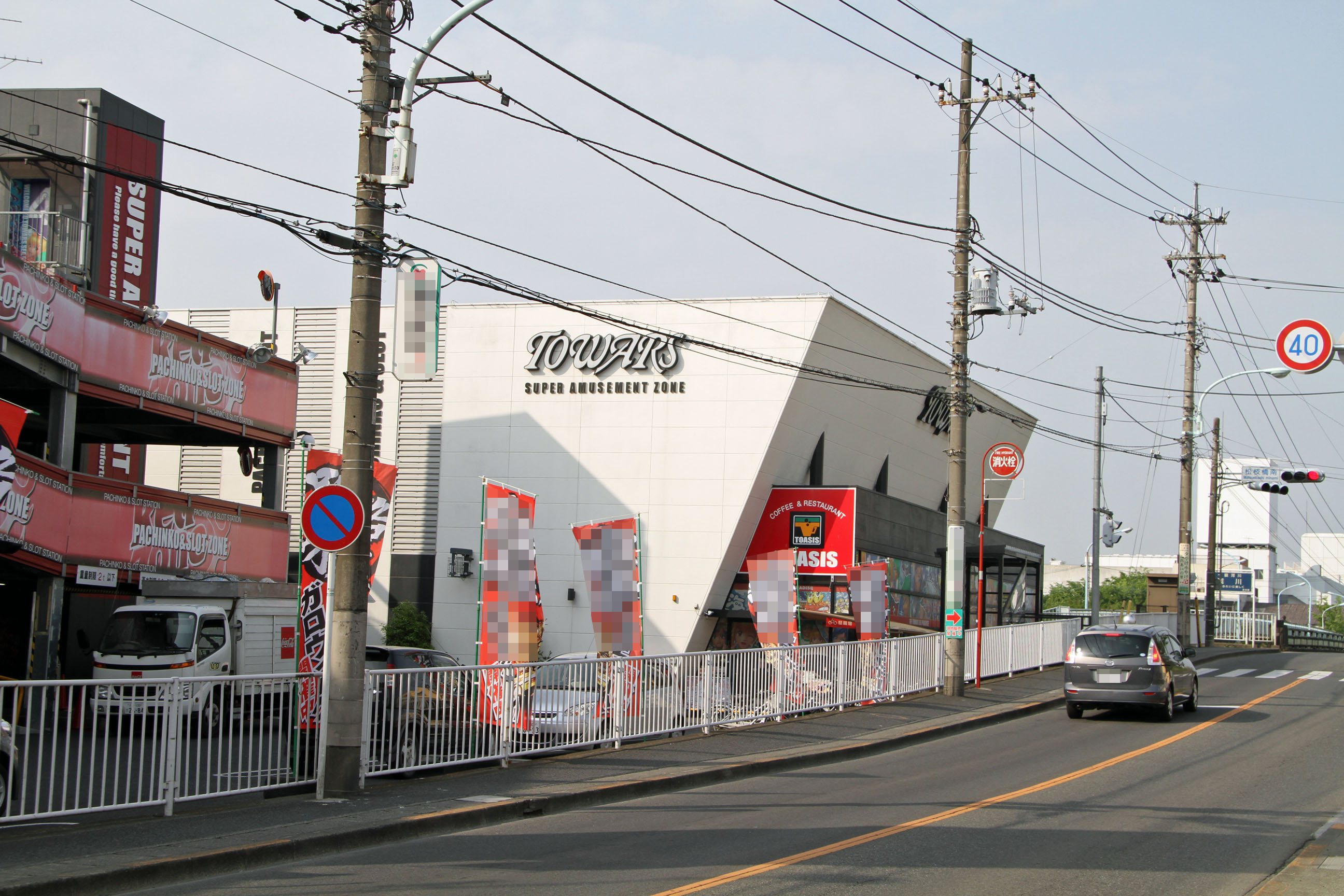
トワーズの店舗例（四谷店）

株式会社オザムは、東京都青梅市に本社を置き、東京都、埼玉県にスーパーマーケットチェーン「スーパーオザム」、「オザムバリュー」、「オザムラーレ」及び、東京都、埼玉県、神奈川県、千葉県、群馬県に、パチンコ・パチスロ店「トワーズ」を店舗展開する企業である。

## 沿革
- 1969年（昭和44年）6月 - 株式会社多摩ボウリングセンターを設立[広報 1]
- 1973年（昭和48年） - レジャー（パチンコ）に参入（現：トワーズ羽村店）[広報 1]
- 1975年（昭和50年） - 「ショッピングセンター多摩」としてスーパーマーケットに参入（現：オザムバリュー野上店）[広報 1]
- 1978年（昭和53年） - 株式会社本庄と商号変更[広報 1]
- 1982年（昭和57年） - 株式会社ニュー本庄と商号変更[広報 1]
- 1985年（昭和60年）3月 - 資本金1500万円で株式会社おざわを設立[1]
- 1988年（昭和63年）1月 - 株式会社おざわが株式会社ニュー本庄の営業権譲受[1]
- 1989年（平成元年）1月 - 株式会社オザムと商号変更[1]
- 1991年（平成3年） - 「トワーズ」チェーン展開を開始（現：トワーズ西八店）[広報 1]
- 2022年（令和4年）4月 - 株式会社タカラ・エムシーから株式会社大黒流通チェーン全株式を取得し、大黒流通チェーンを完全子会社化[2]

## 店舗
- 流通事業（食品スーパーマーケットチェーン） - スーパーオザムとオザムバリューに形態を分けている。

オザム(OZAM)の店名の由来は、店舗ブランドの一つであった「スーパーおざわ」と青梅市の花である梅（プラム）から。
- レジャー事業（地域密着型パチンコホールチェーン） - トワーズ（44店舗）を関東広域で展開している。

トワーズ(TOWARS)の店名の由来は、「永久（とわ）に闘う（war）人々（'s）」から。

## サービス

### ネットスーパー
2010年12月10日より、武蔵野市、西東京市、小金井市、国分寺市、小平市、東久留米市、東村山市、清瀬市を除く東京都多摩地域を配達対象に、ネットスーパーを始めた。配達はヤマト運輸に委託しているため、山間部まで可能であった。
2020年時点ではネットスーパーの公式サイトが閉鎖されているためサービス提供がされていない模様

### サービスカード
- ポイントカード（一部店舗のみ、基本現金決済限定）　提携グリーンスタンプ

210円で1ポイント貯まり、一定のポイントに達成すると（これまで250ポイントだっが2022年７月から300ポイントに変更）ポイント券が発行され、3枚で同店で買い物券1000円分として利用できる他グリーンスタンプのカタログ商品やJポイントなどに交換が可能（例えば1000円分のマイルや商品券等一部交換の場合は5枚で同等に成る為この場合買い物券として使う方が少しお得である）。
※いずれのカードもレジ係に申し出れば有料で発行される。キャンペーン時は無料
支払方法
※クレジット決済は一部の店舗のみ導入中［比較的最近出来た店舗は導入が多く既存の店舗は一部のみである、開始当初は主にjcbなどは利用できなかった］クレジットカード（VISA、master、JCB他各種が利用できる
QR決済はPayPay一部店舗店舗［代わりにクレジットは不可］など一部で利用が可能
それ以外の電子マネーやQR決済などキャッシュレス決済は利用できない、利用できる決済サービスは店舗はホームページの各店舗ページで確認する事ができる
なおポイントカードとの併用は不可能な店舗もある

## 子会社
- ニュー本庄
- オザムフーズ
- マルフジ
- 大黒流通チェーン

#### 広報資料・プレスリリースなど一次資料
1. 1 2 3 4 5 6 7 8  “オザムヒストリー”.   株式会社オザム. 2016年8月1日閲覧。